# Aeschropteryx parvidens
Aeschropteryx parvidens är en fjärilsart som beskrevs av W. Warren 1904. Aeschropteryx parvidens ingår i släktet Aeschropteryx och familjen mätare. Inga underarter finns listade i Catalogue of Life.